# Dyscia aspersaria
Dyscia aspersaria är en fjärilsart som beskrevs av Otto Staudinger 1896. Dyscia aspersaria ingår i släktet Dyscia och familjen mätare. Inga underarter finns listade i Catalogue of Life.